# 앨런 루빈
앨런 루빈(Alan Rubin, 1943년 2월 11일 ~ 2011년 6월 8일)은 미국의 영화배우이다.
뉴욕에서 태어났으며 뉴욕에서 사망하였다. 사인은 폐암이다.

## 영화
- 블루스 브라더스 2000 (1998년)
- 블루스 브라더스 (1980년)